# Vier-Länder-Turnier (1988)
Das vom Deutschen Fußball-Bund 1988 in Berlin ausgetragene Vier-Länder-Turnier war ein Einladungsturnier für Nationalmannschaften und blieb bisher unter der Regie des DFB einmalig. Das Turnier fand vom 31. März bis 2. April 1988 statt.

## Hintergrund
Die Bundesrepublik Deutschland war zum Ausrichter der Fußball-Europameisterschaft 1988 bestimmt worden, musste damals jedoch aufgrund der noch bestehenden Teilung des Landes auf Berlin als Spielort, eventuell sogar als möglichen Austragungsort für das Endspiel, verzichten. Dieser Kompromiss war auf Drängen der Sowjetunion und der DDR von Seiten des DFB, unter Führung von Hermann Neuberger, akzeptiert worden und somit bekam die BR Deutschland den Zuschlag als Gastgeberland. Als Kompensation dafür, dass Berlin mit seinem Olympiastadion nicht als Spielort vorgesehen war, wurde dort über Ostern des Jahres 1988 ein Vierländer-Turnier veranstaltet.

## Modus
Vorgesehen waren zwei Halbfinalspiele, deren Sieger in das Endspiel und deren Verlierer in ein Spiel um Platz 3 einzogen. Bei einem Unentschieden nach 90 Spielminuten gab es keine Verlängerung, sondern direkt ein Elfmeterschießen.
Eingeladen zu dem Turnier wurden, neben dem Gastgeber und damaligen Vizeweltmeister Deutschland, folgende Nationen:
- Argentinien, als amtierender Weltmeister
- Schweden
- die UdSSR

## Turnierverlauf
Das erste Halbfinalspiel bestritten Gastgeber Deutschland und Schweden, wobei sich eine Partie auf nur mäßigem Niveau entwickelte. Klaus Allofs brachte die Deutschen vor 23.709 Zuschauern mit einem Freistoßtor in der 42. Minute in Führung, aber die Schweden  konnten in der 74. Minute durch Peter Truedsson ausgleichen. Im fälligen Elfmeterschießen verwandelten die Schweden ihre ersten vier Elfmeter, während für Deutschland die späteren WM-Helden von 1990, Lothar Matthäus und Rudi Völler, verschossen. Mit dem 4:2 im Elfmeterschießen erreichten die Schweden das Endspiel gegen die Sowjetunion, die im zweiten Spiel den amtierenden Weltmeister Argentinien mit 4:2 schlugen. 
Im Spiel um Platz drei gelang Deutschland gegen Argentinien mit 1:0 die Revanche für das verlorene WM-Endspiel im Jahr 1986. Das Siegtor erzielte Lothar Matthäus in der 30. Minute. Im Finale setzte sich Außenseiter Schweden mit 2:0 gegen die Sowjets durch, die als Geheimfavorit für die EM 1988 galten.
|  | Halbfinale       | Halbfinale    |                |   | Finale        | Finale        |
|  |                  |               |                |   |               |               |
|  | BR Deutschland   | 1 (2)         |                |   |               |               |
|  | Schweden         | 11 (4)1       |                |   |               |               |
|  | 31. März 1988    |               |                |   |               |               |
|  |                  |               | 2. April 1988  |   |               |               |
|  | Schweden         | 2             |                |   |               |               |
|  |                  | Sowjetunion   | 0              |   |               |               |
|  |                  |               |                |   |               |               |
|  | Spiel um Platz 3 |               |                |   |               |               |
|  | 31. März 1988    | 31. März 1988 | BR Deutschland | 1 |               |               |
|  | Sowjetunion      | 4             | Argentinien    | 0 |               |               |
|  | Argentinien      | 2             |                |   | 2. April 1988 | 2. April 1988 |

1 Sieg im Elfmeterschießen

## Endstand
1. Schweden
2. UdSSR
3. Bundesrepublik Deutschland
4. Argentinien

## Resonanz
Obwohl das Turnier mit Weltmeister Argentinien und seinen Weltstars Claudio Caniggia und Diego Maradona, sowie dem EM-Geheimfavoriten UdSSR mit Spielern wie Oleh Protassow oder Rinat Dassajew gut bestückt war, fand es beim Publikum kaum Zuspruch. Die Spiele wurden nur mäßig bis schlecht besucht. Letztlich war die Leistung der Argentinier als amtierender Weltmeister eher enttäuschend, bestenfalls durchschnittlich fiel die Leistung der DFB-Auswahl aus, die das Turnier als Testlauf für die Fußball-Europameisterschaft 1988 im eigenen Land nutzen wollte. Insgesamt wurde die Schlussbilanz des Turniers von den Verantwortlichen als ernüchternd bewertet.